# Zandé (peuple)
Pour les articles homonymes, voir Zandé.
Zandé est le nom d'un peuple d'Afrique centrale, vivant principalement en République démocratique du Congo, sur le Haut Congo, dans l'ouest du Soudan du Sud⁣⁣, autour des rives de l'Uelé, ainsi qu'en République centrafricaine.

## Géographie
Ils vivent sur le territoire de la République démocratique du Congo, du Soudan du Sud et de la République centrafricaine.

## Ethnonymie
L'endonyme « Zandé » (pluriel « Azandé ») signifie « qui possède beaucoup de terre », et se rapporte à l'histoire du peuple zandé, conquérant et guerrier. L'exonyme « Niam-Niam » signifie « grands mangeurs » en dinka et se rapporte à la réputation de cannibales sur laquelle les Azandé ont joué pour terroriser leurs ennemis et conquérir des territoires. Cet ethnonyme, largement utilisé par les Occidentaux (en particulier Britanniques et Français) au début du XXe siècle, est aujourd'hui tombé en désuétude en raison de son caractère péjoratif. Il subsiste néanmoins au travers de la langue turque et du mot Yamyam (« cannibale »).
Selon les sources et le contexte, on observe de multiples variantes des noms Zandé et Niam-Niam : A-Zandeh, Asande, Azande, Azandé, Azandés, Azanga Bazenda, Bazande, Baazande, Wazande Mozandé Niam-Niam, NiamNiam, Nyam-Nyam, NyamNyam, Sande, Zande, Zandé, Sandeh, Zandeh, Zandés.

## Histoire

### Origine
L'origine du peuple Zandé reste hypothétique, car il ne s'agit pas d'un peuple proprement dit, mais plutôt d'un groupe de tribus vaincues par des guerriers venus du Lac Tchad qui, par chaque passage dans un territoire, imposent leur langue, coutumes et cultures aux tribus qui les adoptent. Selon le géographe français Paul Pollacchi, les Zandé sont de race chamitique. 
Selon l'ingénieur et ethnologue Adolphe de Calonne-Beaufaict ayant vécu en Uélé (1881 - mort au Congo en 1915).

### Années 1990
Dans les années 1990, les Zandés représentent à un groupe ethnolinguistique de près de 4 millions d'individus.

## Langue
Les Zande parlent le Pazande, dont le nombre de locuteurs a été estimé à 1 142 000.

## Culture
Leurs croyances tournent la plupart du temps autour de la magie, des oracles et de la sorcellerie. Ils pensent que la sorcellerie est une substance héritée dans le ventre qui vit une vie assez autonome, exécutant la mauvaise magie sur les ennemis des personnes. Une sorcière peut parfois être ignorante de ses pouvoirs et peut accidentellement frapper les personnes à qui elle ne souhaite aucun mal. Puisque cette substance est toujours présente, il existe plusieurs rituels reliés à la protection et à l'annulation de la sorcellerie, effectués presque quotidiennement. Les oracles sont une manière de déterminer d'où la sorcellerie suspectée vient et ils étaient pendant longtemps l'autorité légale, celle disant comment répondre aux menaces.
Edward Evan Evans-Pritchard a effectué une enquête de terrain en milieu Zandé de 1926 à 1930, y consacrant sa thèse, soutenue en 1927, puis plusieurs ouvrages, dont un sur Sorcellerie, oracles et magie.  Quarante ans après son enquête, un article sur l'homosexualité institutionnelle zande (alors disparue, mais que ses informateurs lui avaient rapporté), dans laquelle « les hommes célibataires des compagnies militaires de la cour royale prenaient provisoirement pour "épouses" de jeunes garçons en raison de la difficulté d’accès aux femmes ». Il lui oppose l'homosexualité féminine, réprimée, car elles sont associées à la sorcellerie.

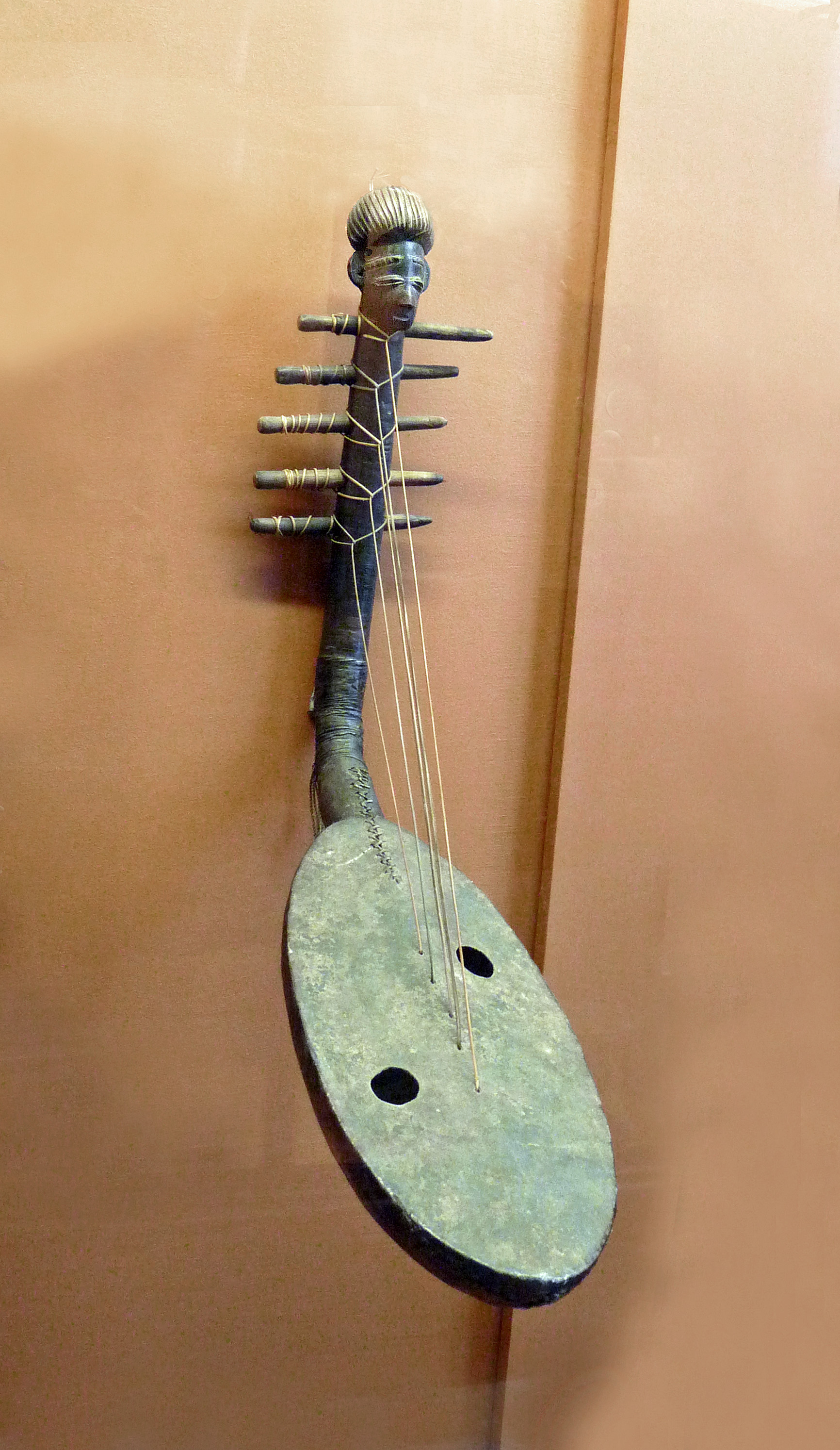
Harpe anthropomorphe
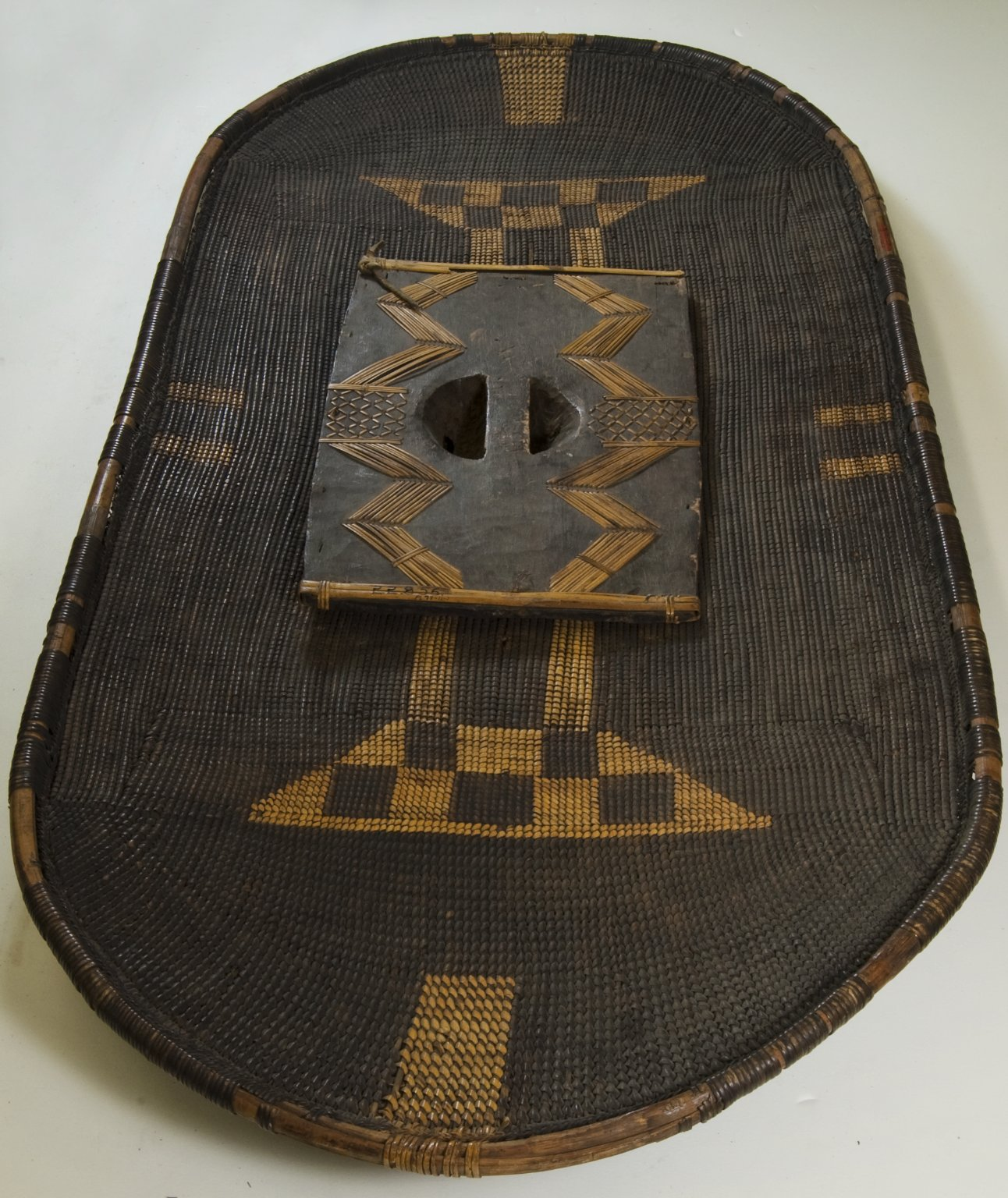
Bouclier
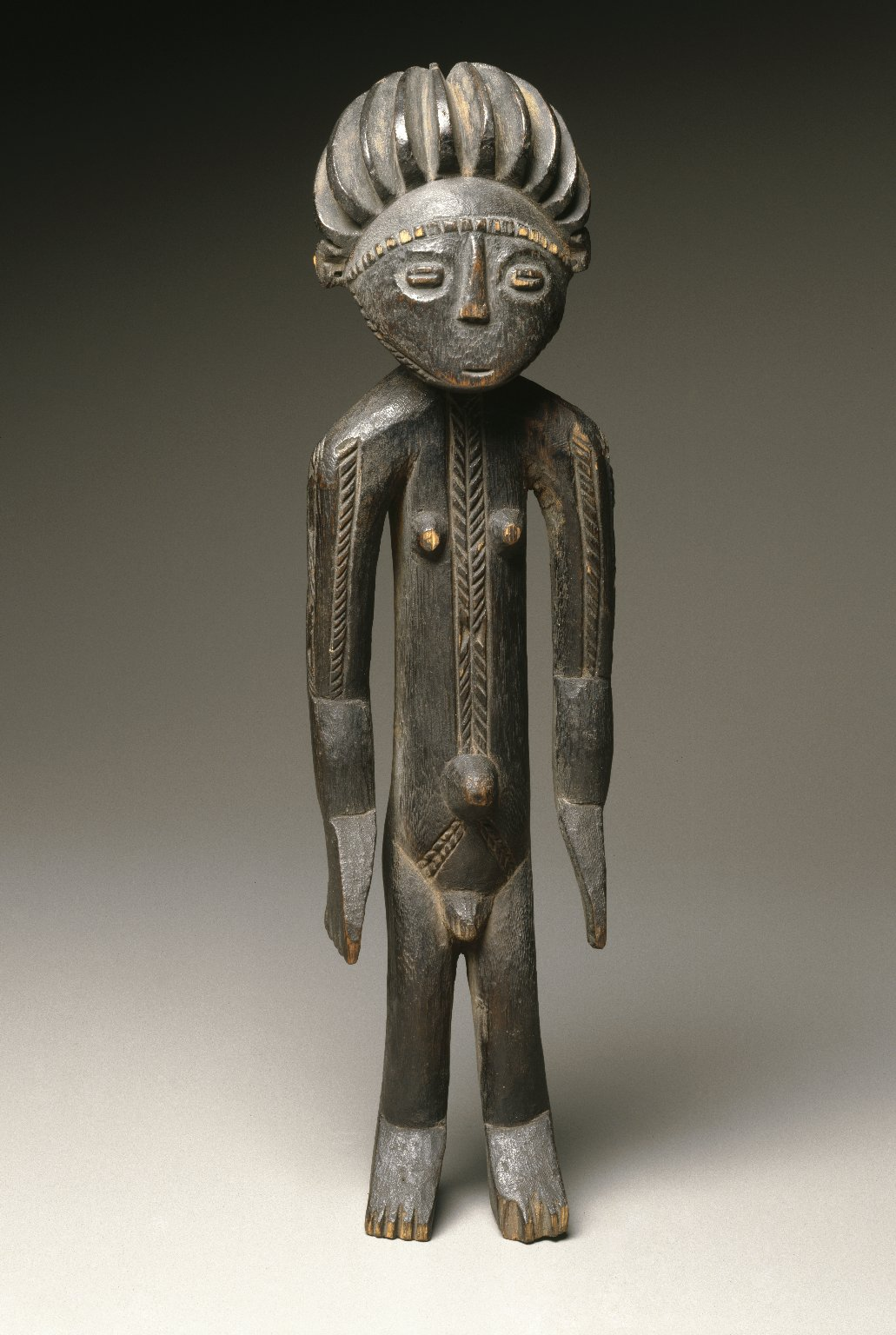
Statuette en bois
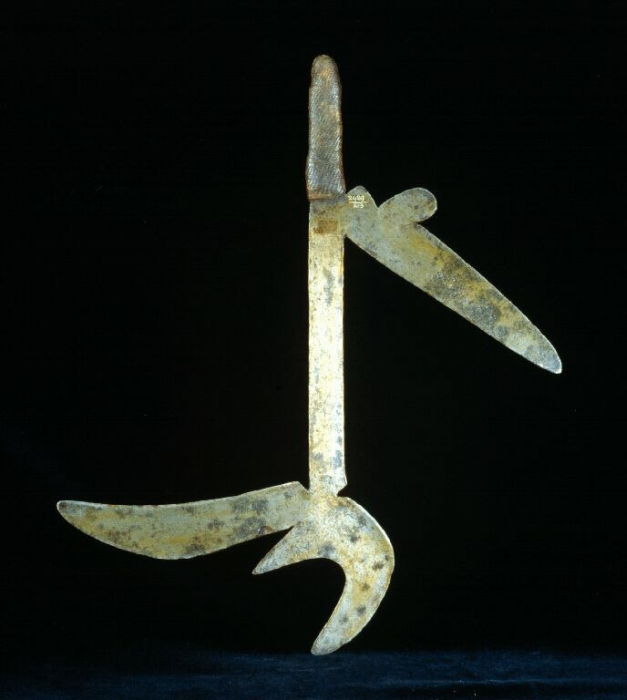
Couteau de jet

## Iconographie
Les Zandé ont été photographiés notamment au XIXe siècle par l'explorateur autrichien Richard Buchta.

### Discographie
- Anthologie de la musique congolaise – RDC, vol. 12 : Musiques des Azande, Musée royal de l'Afrique centrale/Fonti musicali (CD + livret)

### Filmographie
- (de) Azande (Äquatorialafrika, Nordost-Zaire) : Termiten-Orakel, film documentaire d'Armin Prinz, IWF Wissen und Medien gGmbH, Göttingen, 1978 (tournage 1974), 4 min 08 s (DVD)
- (de) Azande (Äquaorialafrika, Nordost-Zaire) : Gift-Orakel, ilm documentaire d'Armin Prinz, IWF Wissen und Medien gGmbH, Göttingen, 1978 (tournage 1974), 5 min 09 s (DVD)
- (de) Herstellen von Maniokmehl und Manikfladen bei den Azande, Nordost-Zaire, film documentaire d'Armin Prinz, IWF Wissen und Medien gGmbH, Göttingen, 1989 (tournage Zaïre, 1986), 9 min 18 s (DVD)
- (en) Strange beliefs : Sir Edward Evans-Pritchard, 1902-1973, film documentaire d'André Singer, Royal Anthropological Institute, Londres, 200X, 52 min (DVD)